# Ventotenski manifest
Ventotenski manifest (italijansko Manifesto di Ventotene), z uradnim naslovom Za svobodno in združeno Evropo. Osnutek manifesta (Per un'Europa libera e unita. Progetto d'un manifesto) je politična izjava, ki jo je napisal Altiero Spinelli, medtem ko je bil med drugo svetovno vojno zaprt na italijanskem otoku Ventotene. Manifest, dokončan junija 1941, je bil razširjen v italijanskem odporu in kmalu je postal program Movimento Federalista Europeo. Manifest je pozval k socialistični federaciji Evrope in sveta. V besedilu sta evropski federalizem in svetovni federalizem predstavljena kot način za preprečevanje prihodnjih vojn. Vayssière ugotavlja, da manifest na splošno velja za rojstvo evropskega federalizma. Spinelli (1907–1986), nekdanji komunist, je postal vodja federalističnega gibanja zaradi svojega primarnega avtorstva Manifesta in svojega povojnega zagovarjanja. Manifest je pozval k prekinitvi z evropsko preteklostjo za oblikovanje novega političnega sistema s prestrukturiranjem politike in obsežno družbeno reformo. Predstavljena ni bila kot idealna, ampak kot najboljša možnost za povojne razmere v Evropi.

## Ključno besedilo
Najpomembnejša ocena je bila trditev, da
»Ločnica med progresivnimi in reakcionarnimi strankami ne sledi več formalni črti večje ali manjše demokracije ali večjega ali manjšega socializma, ki ga je treba uvesti; prej pade delitev po črti, zelo novi in bistveni, ki ločuje člane stranke na dve skupini. Prvega sestavljajo tisti, ki bistveni namen in cilj boja pojmujejo kot prastarega, to je osvojitev nacionalne politične oblasti – in ki, čeprav nehote, igrajo na roko reakcionarnih sil, ki prepuščajo razžarjeno lavo ljudske strasti, umeščeno v stare kalupe in s tem omogočijo, da se stari absurdi ponovno vzbudijo. Drugi so tisti, ki vidijo kot glavni namen ustvarjanje trdne mednarodne države; k temu cilju bodo usmerjali ljudske sile in, ko bodo osvojili nacionalno oblast, jo bodo uporabili predvsem kot instrument za doseganje mednarodne enotnosti.«
Ta izjava je bila v nasprotju s takrat prevladujočo idejo, da je enotnost mogoče doseči skoraj naravno in le kot sekundarni cilj, po doseganju političnih namenov (komunizem, demokracija itd.) v posameznih državah.

## Izdaje
- Il Manifesto di Ventotene/Ventotenski manifest, Altiero Spinelli in Ernesto Rossi, predgovor Eugenio Colorni. Predgovor Laura Boldrini, uvod Lucio Levi in Pier Virgilio Dastoli. Editrice Ultima spiaggia, serija knjig "Sand Grains" Nicole Vallinoto, julij 2016. [Dvojezična izdaja v italijanščini in angleščini]